# Hans-Jürg Käser
Hans-Jürg Käser, né le 6 septembre 1949 à Langenthal, est une personnalité politique suisse, membre du Parti libéral-radical.

## Biographie
Après avoir suivi ses études à Langenthal et Olten, il étudie la philosophie et l'histoire à l'Université de Berne puis part à Montpellier et à Dijon pour terminer son cursus scolaire. De retour en Suisse, il devient professeur à Küssnacht, puis directeur du gymnase de Langenthal de 1990 à 1994.
Sur le plan politique, il est président de la commune de Langenthal de 1995 à 2006. De 1998 à 2006, il est également élu au Grand Conseil du canton de Berne où il est président du groupe PRD pendant deux ans.
Depuis le 1er juin 2006, il est élu au Conseil exécutif bernois où il est responsable du département de la police et des affaires militaires.

## Sources
- (de) « Hans-Jürg Käser », sur be.ch (consulté le 29 mars 2010)

- (de) Cet article est partiellement ou en totalité issu de l’article de Wikipédia en allemand intitulé « Hans-Jürg Käser » (voir la liste des auteurs).